# Do to You What You Do to Me (Live in Mumbai)
Do to You What You Do to Me (Live in Mumbai) è un album dal vivo del cantante canadese Bryan Adams, pubblicato nel 2001 dalla A&M Records.

## Descrizione
Uscito esclusivamente in India, il concerto è stato registrato durante il The Best of Me Tour, presso il N.S.E grounds di Mumbai, con una folla di oltre 20.000 persone.

## Tracce
1. 18 til I Die – 3:44
2. Can't Stop This Thing We Started – 3:55
3. Summer of '69 – 5:02
4. (Everything I Do) I Do It for You – 4:07
5. Cuts Like a Knife – 7:33
6. Do To You – 3:59
7. Please Forgive Me – 2:16
8. Introduzione di Simran – 3:18
9. When You're Gone – 3:42
10. I'm Ready – 4:25
11. Blues Jam: If Ya Wanna Be Bad - Ya Gotta Be Good / Let's Make a Night to Remember – 4:45
12. The Only Thing That Looks Good on Me Is You – 5:12
13. Introduzione della band – 1:00
14. Cloud Number Nine – 4:39
15. Run to You – 6:32
16. The Best of Me – 3:59

## Formazione
- Bryan Adams - basso, chitarra acustica, voce
- Keith Scott - chitarra ritmica, chitarra solista, chitarra acustica
- Mickey Curry - batteria